# J. B. Smoove
Jerry Brooks (Plymouth, Carolina del Norte; 16 de diciembre de 1965), más conocido por su nombre artístico J. B. Smoove, es un actor, escritor y comediante de stand-up estadounidense que comenzó su carrera en la televisión a principios de 1990 en Def Comedy Jam. Es reconocido por su papel recurrente como Leon en la serie de HBO Curb Your Enthusiasm y por su trabajo en la serie cómica The Millers.

## Comienzos
Smoove nació en Plymouth, Carolina del Norte, y creció en Mount Vernon, Nueva York. Asistió a la Universidad Estatal de Norfolk en Virginia. Acortó su nombre, Jerry Brooks, a "J.B." y agregó "Smoove" como su apellido cuando comenzó a realizar comedia stand-up.

## Carrera
Smoove ha tenido papeles recurrentes en Everybody Hates Chris y Saturday Night Live. En este último trabajó como escritor. 
Los créditos cinematográficos de Smoove incluyen With or Without You, Pootie Tang, Mr. Deeds, Date Night, Hall Pass, The Sitter, We Bought a Zoo, The Dictator, A Haunted House y Clear History, una película de comedia de la HBO dirigida por Larry David.
Tuvo un papel importante en las temporadas dos y tres en la serie de la Fox Til Death, junto a Brad Garrett y Joely Fisher. En junio de 2008, grabó varios episodios de The Gong Show with Dave Attell como uno de los jueces más reconocidos. Smoove también fue miembro del elenco del efímero programa de comedia Cedric the Entertainer Presents.
Smoove fue anfitrión de la serie de comedia de stand-up Russell Simmons Presents: Stand-Up at the El Rey por Comedy Central en julio de 2010 y también apareció en un episodio de Los Simpson titulado "Angry Dad: The Movie" en febrero de 2011.
Smoove ha sido miembro del reparto secundario en la comedia de HBO Curb Your Enthusiasm desde su sexta temporada en 2007, encarnando el papel de Leon Black.
En 2012, fue televisado su primer especial de comedia, JB Smoove: That's How I Dooz It, estrenado por Comedy Central. El DVD del especial fue publicado el 3 de abril de 2012. 
Smoove prestó su voz al personaje Hackus en The Smurfs 2 y su secuela, The Smurfs 3.
Smoove apareció en Movie 43 en el segmento de "The Proposition", junto a Anna Faris y Chris Pratt.
Fue el sustituto del coanfitrión del programa matutino de la ciudad de Nueva York Good Day New York con Rosanna Scotto el 9 de abril de 2012.
También desempeñó un papel secundario en el séptimo episodio de la cuarta temporada, titulado "The Vapora Sport", de la serie estadounidense The League, del canal FX. En la serie hizo de un individuo con silla de ruedas, con la que los personajes principales hacían recurrentes encontronazos cómicos.
Es el anfitrión de un programa de entrevistas en la MSG llamado JB Smoove: Cuatro cursos.
Prestó su voz al juego Call of Duty: Black Ops II.
Proporciona la voz del Dr. Ray D'Angelo Harris, presentador del programa de radio The Chakra Attack, en el videojuego Grand Theft Auto V.

## Vida personal
Smoove está casado con la cantante Shahidah Omar desde 2007.